# Büsum
Büsum (plattdeutsch Büsen) ist eine Gemeinde im Kreis Dithmarschen in Schleswig-Holstein. Der Hafenort liegt direkt an der Nordsee, ist seit dem 19. Jahrhundert Seebad und nach Übernachtungszahlen nach Sankt Peter-Ording und Westerland der drittgrößte Fremdenverkehrsort an der schleswig-holsteinischen Nordseeküste.
Ursprünglich eine Insel mit mehreren Dörfern, ist Büsum seit 1585 mit dem Festland verbunden. Vor allem der Fremdenverkehr prägt die Gemeinde, der Ausflugs- und Fischereihafen prägt das Ortsbild; die dort angelandeten Büsumer Krabben sind auch überregional bekannt.

## Geografie

### Lage

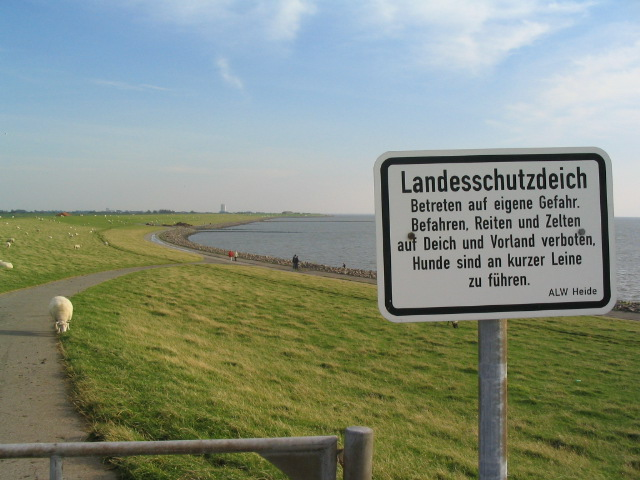
Deich

Der Ort liegt an der Nordsee, an der Meldorfer Bucht, nahe der Eidermündung in der Dithmarscher Marsch, etwa 100 Kilometer nordwestlich von Hamburg. Der Hafen ist über den Meeresstrom Piep, der durch den Nationalpark Schleswig-Holsteinisches Wattenmeer verläuft, mit der offenen See verbunden. Gegen die Sturmflutgefahr ist der Büsumer Hafen durch ein Sperrwerk geschützt, das ab Wasserständen von einem Meter über NHN geschlossen wird.

### Nachbargemeinden
Nachbargemeinden sind im Uhrzeigersinn im Norden beginnend die Gemeinden Westerdeichstrich und Büsumer Deichhausen (beide im Kreis Dithmarschen).

### Sturmfluten und Landgewinnung
Seit der ersten Erwähnung 1140 bis zum Bau des Hafenkoogs 1940 veränderte sich das Büsumer Ortsbild stetig. Landgewinnung, Wurt- und Deichbau trugen zur Vergrößerung der Gemeinde in Richtung Norden bei und verbanden die ehemalige Insel mit dem Festland, Sturmfluten sorgten immer wieder für Verwüstungen und Landverluste – der größere Südteil der Insel ist mittlerweile im Meer versunken.

#### Sturmfluten
Vermutlich bestand die Insel Bisvne aus den Orten Middlestorpe, Norddorp (das heutige Büsum), Dickhusen (Büsumer Deichhausen) und Werven. Die Vermutung, dass es auch noch ein Süderdorp gegeben habe, wird zwar schon von Neocorus geteilt, konnte bisher aber nicht archäologisch bestätigt werden. Große Teile der Insel selbst sowie an nahe gelegenen Sanden wurden vermutlich bei diversen Sturmfluten im 14. und 15. Jahrhundert zerstört, die nicht weiter dokumentiert sind. Middlestorp soll 1482 von den Hamburgern zerstört worden sein. Ein Belassungsbuch von 1496 nennt den Ort nicht mehr.
Besonders bis zur Errichtung des Wardams 1585, der Büsum mit dem Festland verband, war die Insel Opfer zahlreicher Sturmfluten, bei denen der gesamte Südteil der Insel verlorenging. Bei der Allerheiligenflut 1532 erreichte das salzige Meerwasser gar die Kirche, vor allem aber hatte die Überschwemmung der Felder schwerwiegende Folgen. Durch die darauffolgende Hungersnot und Krankheiten kam es zu 360 Toten. Die Allerheiligenflut 1570 richtete ebenfalls schwere Schäden an, spätestens zu der Zeit verschwand Middlestorp endgültig im Meer. Pläne zur Wiederansiedlung gab es danach nicht mehr. 1573 nahm der Deich Schäden und die Düneninsel Tötel vor Büsum verschwand zur Gänze in der Nordsee.
Schwere Schäden richtete die Burchardiflut 1634 an, die 32 Wehlen in den Deich riss und 168 Büsumern das Leben kostete. Werven versank bei der Weihnachtsflut 1717 im Meer. Spuren des Ortes wurden erst bei der Erschaffung des Speicherkoogs 1978 wiederentdeckt. Die letzte Sturmflut, die den Deich überspülte, war die Februarflut 1825. Bei der Sturmflut 1962 konnte ein Deichbruch nur knapp verhindert werden.

#### Landgewinnung

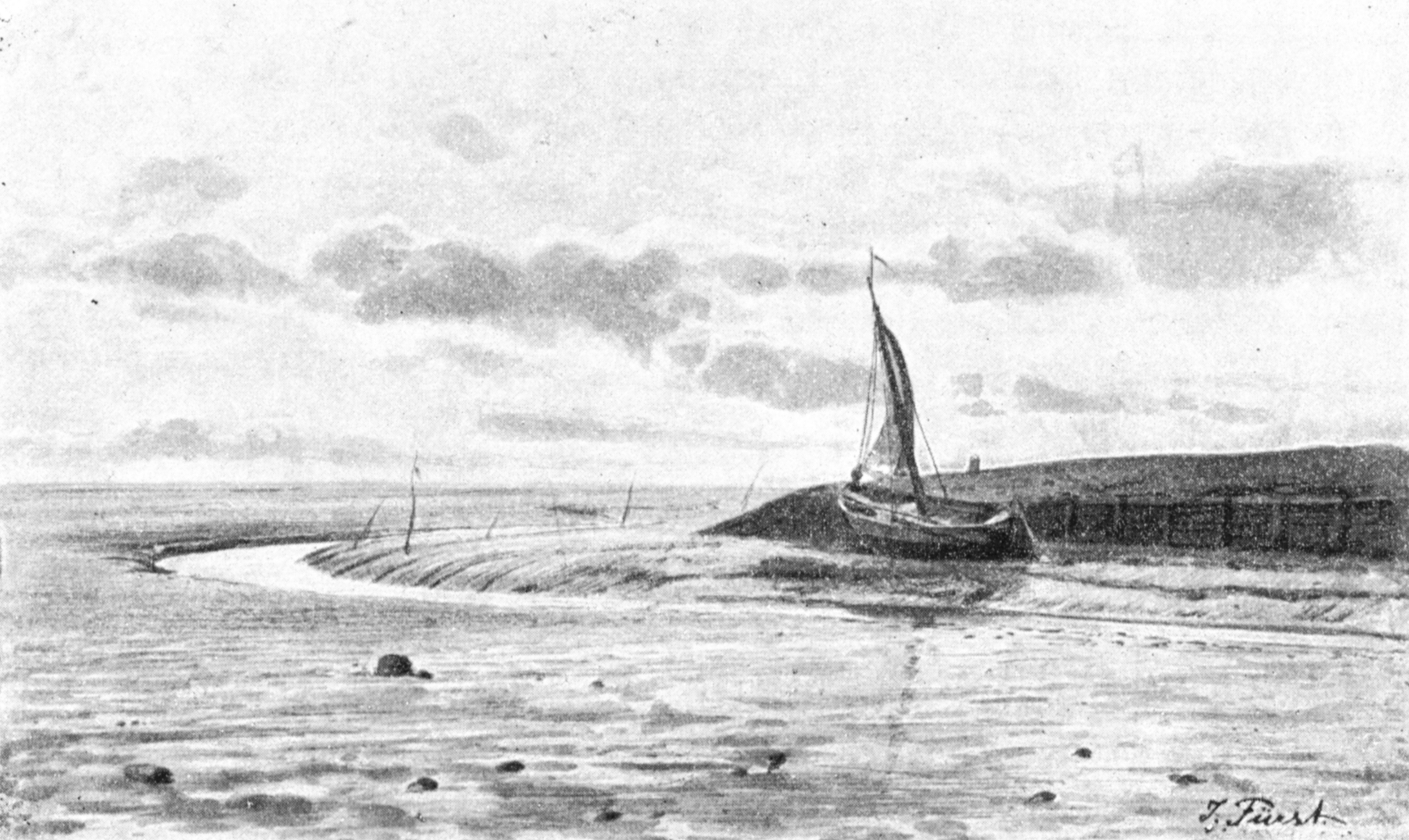
Das Wattenmeer vor Büsum bei Niedrigwasser mit Wurt

Ursprünglich nur durch Dünen geschützt, begannen die Büsumer im Mittelalter, Wurten zu bauen. Sowohl die eigentlich Dorfwurt (Osterwarft) als auch die Westerwarft stammen beide aus dem 12. Jahrhundert. In ihrer langrechteckigen Form und ihrer Gestaltung ähneln sie den Dorfwurten von Büsumer Deichhausen, Schülp oder Manslagt.
Während die Sturmfluten die Insel im Süden an der Seeseite abtrugen, bemühten sich die Dithmarscher, sie im Norden, dem Land zugewandt, zu vergrößern. Um 1450 folgten zwei halbmondförmige Köge im Norden, auf deren Gebiet heute unter anderem Oesterdeichstrich liegt, 1577 der Grovenkoog Richtung Nordwesten, auf dem sich Westerdeichstrich befindet.
Nach der verlorenen Letzten Fehde 1559 kam Büsum an die Herzöge von Schleswig-Holstein-Gottorf, die ab 1583 mit dem Bau eines Dammes durch den großen Priel zwischen Insel und Festland, den Wardstrom, beginnen ließen. Begünstigt durch die sich nun ablagernden Sedimente auf beiden Dammseiten, ließ Herzog Johann Adolf 1599 den östlichen und 1609 Wardammkoog eindeichen. 1696 folgte ein weiterer Koog, der Hedwigenkoog. Der Friedrichsgabekoog von 1714 schließlich verband die Halbinsel mit der Wöhrdener Küste. Eindeichungen bei Büsum erfolgten danach nur noch, um den Hafen zu verlegen, zu vergrößern und besser erreichbar zu machen. Der letzte größere Ausbau des Hafens wurde 1952 vorgenommen.

## Geschichte

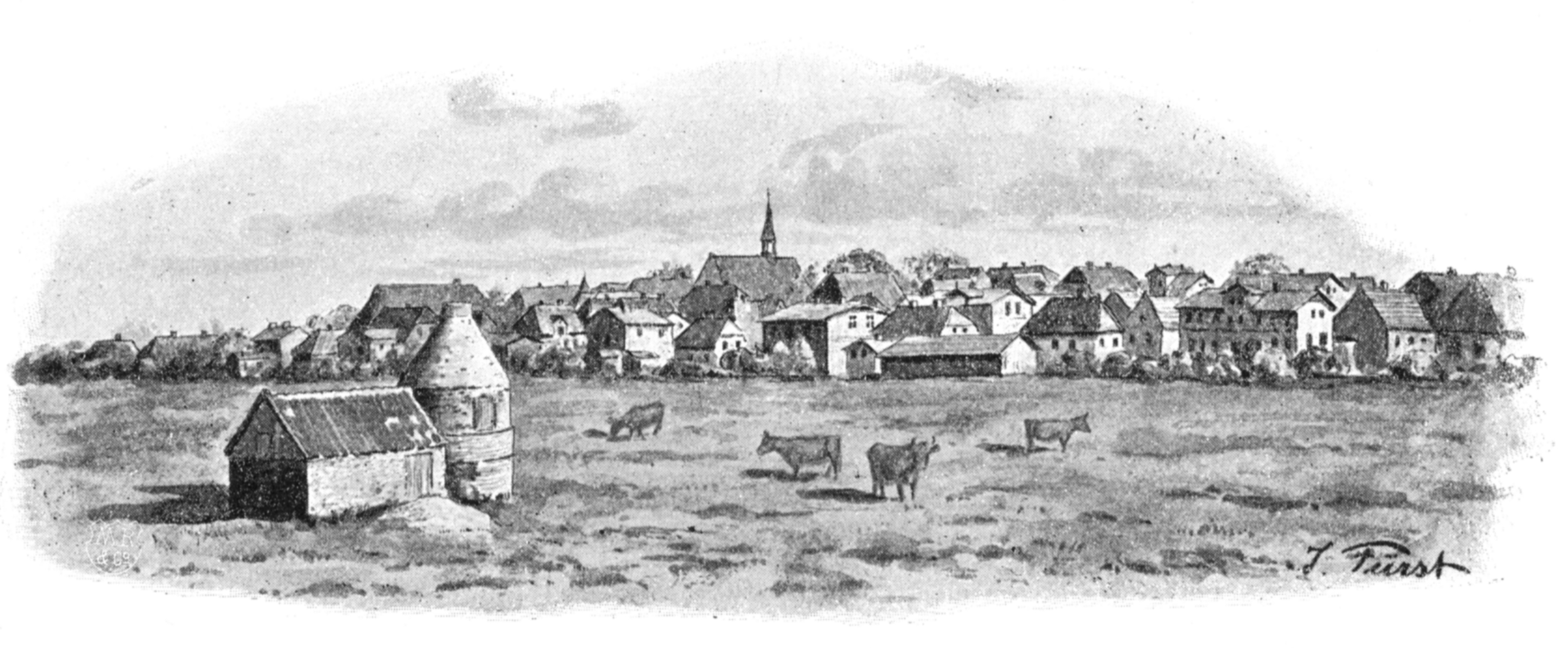
Büsum um 1895

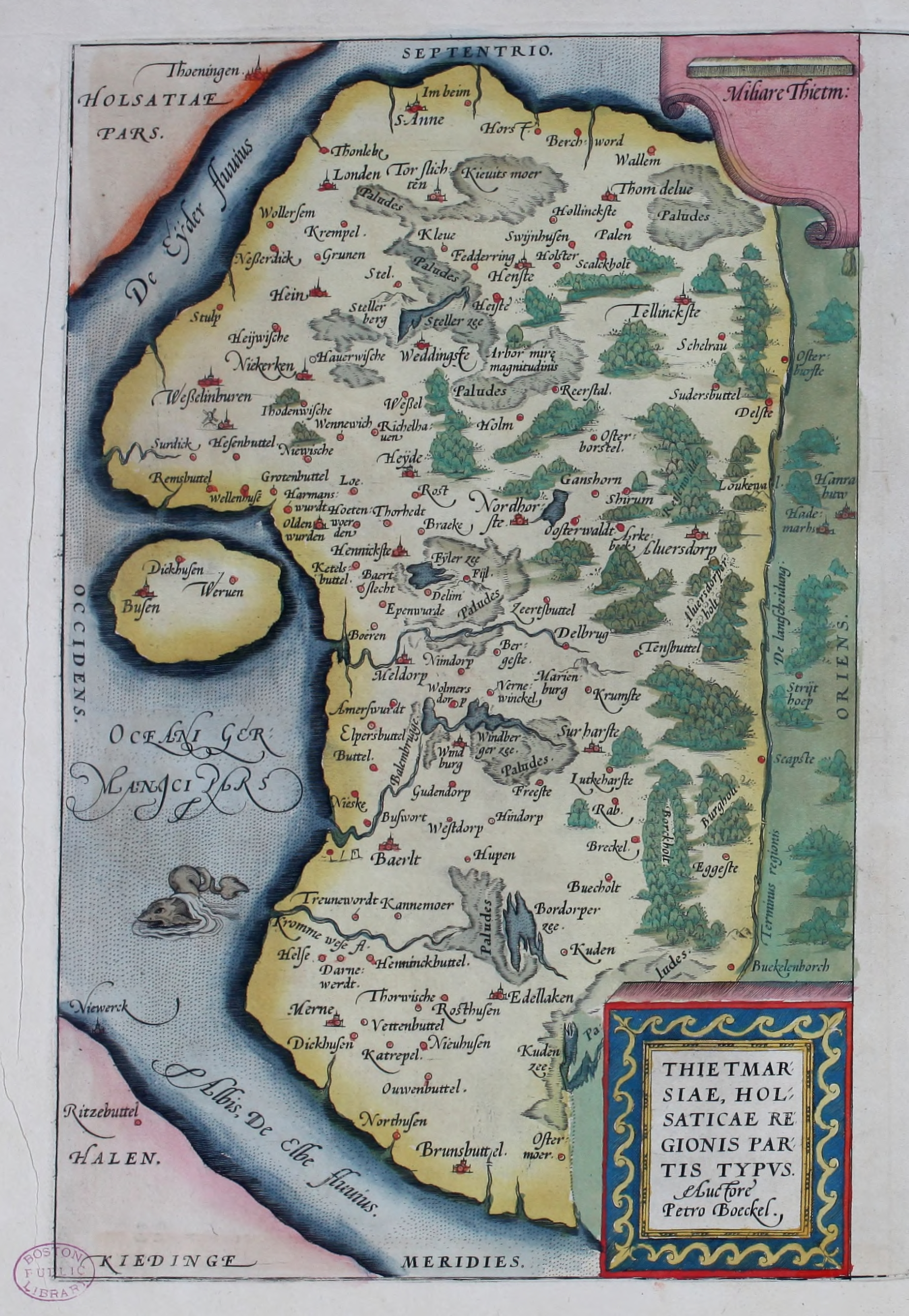
Die Karte von 1570 zeigt die ehemalige Insel Büsum

Die erste urkundliche Erwähnung des Ortes findet sich in einer Urkunde des Bremen-Hamburger Bischofs Adalbero von Bremen, in dem er 1140 in einer Aufzählung von Kirchspielen den Ort Bivsne erwähnt. Der damalige Name deutet auf die Binsen hin, die wahrscheinlich im Dünengebiet der Inselmitte wuchsen. Formal liegt ein Dativ Plural vor, der Ortsname bedeutet also „bei den Binsen“. Weitere ältere Bezeugungen lauten Biusne, Büsen, Busen und Butzen.
Der jetzige Ort Büsum mit der St.-Clemens-Kirche ist auf einer langrechteckigen Wurt des Mittelalters erbaut. Ursprünglich war Büsum eine Insel, deren Südseite im Laufe der Jahrhunderte durch Sturmfluten (1362, 1436 und 1570) teilweise abgetragen wurde, während sie sich im Norden durch Landzuwachs vergrößerte. Mit dem Bau eines Deiches wurde Büsum mit der Dithmarscher Nordermarsch im 16. Jahrhundert zusammengefügt (Wardamm, Wardammkoog).
Seit dem 19. Jahrhundert ist Büsum eng mit dem Tourismus verbunden und wurde seit dem 20. Jahrhundert maßgeblich durch diesen geprägt. Erster Pionier in dieser Beziehung war Kirchspielvogt Claus Bruer, der – wahrscheinlich inspiriert durch ähnliche Pläne in Tönning – nach 1818 erste Badekarren an den Strand stellte. Vermutlich aufgrund der mangelnden Infrastruktur und der schwierigen Erreichbarkeit des Ortes scheiterte der Plan jedoch. Diese behutsamen Anfänge machte die Februarflut 1825 zunichte, die Büsum besonders schwer traf.
Paul Johann Boysen, von 1828 Kirchspielvogt und von 1838 bis 1852 Landvogt, trieb die Entwicklung weiter voran. Eine erste Gaststätte eröffnete der Gastwirt Heinrichs. 1836 ließ Boysen die sturm- und flutgefährdeten Badekarren durch feste Badehäuschen ersetzen. Bereits seit 1837 bezeichnet sich die Gemeinde als Nordseebad.
Der Aufschwung als Seebad und die beherrschende Stellung, die der Fremdenverkehr auf den Ort ausüben sollte, begann sich Ende des 19. Jahrhunderts zu entwickeln, als die Verkehrsanbindung an das Festland besser wurde. 1872 wurde die Straße nach Heide über Wöhrden mit Klinkern gepflastert und 1883 entstand die Eisenbahnstrecke von Heide. Die Bürger und die Gemeinde reagierten, indem 1889 eine Gemeinschaft von 32 Bürgern die Badeanlagen vom „Hotel Stadt Hamburg“ kauften. 1890 erschien der erste Prospekt für den Ort, 1891 das erste Werbeplakat. Seit 1896 leitete die Gemeinde selbst das Badewesen und begann auch in jenem Jahr eine Kurtaxe zu erheben. Am Ende des 19. Jahrhunderts bewirkten 300 Gäste 8500 Übernachtungen.
Badeten Männer und Frauen bis 1902 noch getrennt, schlug Propst Heesch, angeregt durch positive Erfahrungen auf Helgoland und Sylt, vor, auch in Büsum ein gemischtgeschlechtliches Familienbad einzuführen. Schon 1903 konnte die Gemeinde die ersten acht Umkleidekabinen für Damen am künftigen Familienstrand errichten. „Zur Wahrung von Anstand und Sitte“ erließ sie unter anderem Vorschriften, die das Fotografieren ebenso verboten wie den Besuch des Familienstrandes durch Einzelpersonen. Damen und Herren mussten hochgeschlossene Anzüge aus undurchlässigem Stoff tragen, „der bei Nässe nicht am Körper klebte“.
1904 ließ die Gemeinde einen Sandstrand aufschütten, der den bisherigen Wiesenstrand ergänzte. Sowohl Familien- wie Sandstrand waren erfolgreich; denn bereits im Jahr 1911 kamen 6000 Gäste, die in Folge 2083 Gästebetten belegten. Nach dem Ersten Weltkrieg ergänzte die Gemeinde das Angebot mit Ausflugsfahrten zur Insel Helgoland.
Am 1. April 1934 wurde die Kirchspielslandgemeinde Büsum aufgelöst. Alle ihre Dorfschaften, Dorfgemeinden und Bauerschaften wurden zu selbstständigen Gemeinden/Landgemeinden, so auch ihr Hauptort Büsum.
Eine Gruppe von SA- und SS-Männern unter der Führung von Karl Herwig besetzte mit geladenen Karabinern am 13. März 1933 das Rathaus in Büsum und enthob den deutschnationalen Büsumer Bürgermeister Otto Johannsen seines Amtes. Noch am 7. März 1933 hatte Johannsen die Herausgabe der schwarz-rot-goldenen Fahne an SA-Männer verweigert. Als kommissarischer Amtsvorsteher fungierte ab 15. März 1933 das NSDAP-Mitglied Emil Meier.
Nach 1933 schickte auch die NS-Organisation Kraft durch Freude Urlauber nach Büsum, so dass 1937 beispielsweise 5649 Kur- und 6391 Kraft-durch-Freude-Gäste in Büsum verweilten. 1950 betrug die Zahl der Kurgäste 3857, die für 33 991 Übernachtungen sorgten. Schon bis 1953 war die Zahl auf 7097 Kurgäste gestiegen. Zum Ende des 20. Jahrhunderts sorgten jährlich etwa 160 000 Gäste für 1,6 Millionen Übernachtungen.
Nachdem Dithmarschen schon vor 1933 eine Hochburg der Nationalsozialisten gewesen war und die NSDAP bei den Reichstagswahlen 1932 60 % der Stimmen erhalten hatte, kamen Büsum (und das benachbarte Wesselburen) 1965 in den Fokus der bundesweiten Öffentlichkeit. Beide Orte weigerten sich längere Zeit, eine nach dem Dithmarscher NS-Kulturpolitiker Adolf Bartels benannte Straße umzubenennen. Am Büsumer Nordsee-Gymnasium wurden darüber hinaus drei Lehrer suspendiert. Diese hatten unter anderem behauptet, dass „die Amerikaner die Gasöfen in den Konzentrationslagern erst nach Kriegsschluss montiert hätten, um den Deutschen die Judenvernichtung in die Schuhe schieben zu können“. Sie hatten Schüler zu einem „Auschwitz-Spiel“ aufgefordert und auch verboten, sich positiv über Israel oder Anne Frank zu äußern.
Dem Tourismus schadeten diese Vorgänge offensichtlich nicht. Büsum war lange Zeit der einzige Nordsee-Urlaubsort südlich von Sankt Peter-Ording in Schleswig-Holstein. Die Dominanz des Ortes schränkten erst Campingwagen ein, die auch im näheren Umland aufgestellt wurden und auf eine weniger anspruchsvolle Infrastruktur angewiesen waren. Auch städtebaulich schlug sich der Tourismus nieder. So prägen heutzutage Ferienwohnungen das Ortsbild, und die Hafenanlagen veränderten durch Großbauten wie Kurmittelhaus, Haus des Kurgasts und Schwimmbad ihr Gesicht wesentlich. Deutlich sichtbar im weiten flachen Umland ist ein 1972 gebautes einzelnes Hochhaus.

## Politik

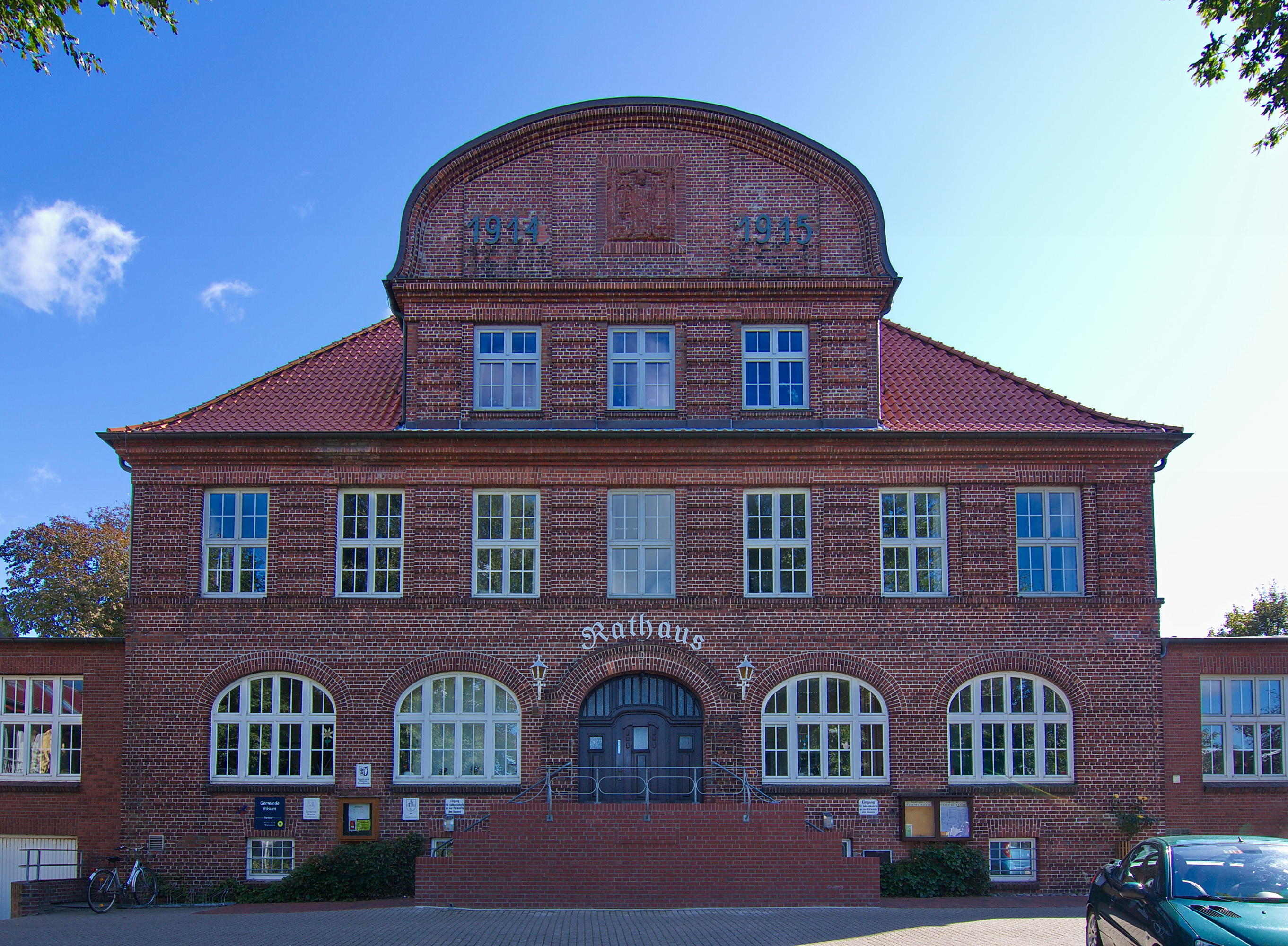
Das Büsumer Rathaus von 1915

### Gemeindevertretung
Bei der Kommunalwahl am 14. Mai 2023 wurden insgesamt 20 Sitze vergeben. Von diesen erhielt die CDU neun Sitze, die SPD 5 Sitze, die Freie Wählergemeinschaft Büsum vier Sitze und die Grünen zwei Sitze.

### Bürgermeister
Hauptamtlicher Bürgermeister von Büsum ist Oliver Kumbartzky (FDP). Er wurde bei der Bürgermeisterwahl am 9. Juni 2024 mit 59,8 Prozent der Stimmen gewählt. Seine Gegenkandidatin Elke Mordhorst erhielt 40,2 Prozent der Stimmen. Kumbartzky trat am 1. Februar 2025 offiziell die Nachfolge von Hans-Jürgen Lütje (FWB) an.

### Wappen
Blasonierung: „In Silber der rote, in der Mitte silberne, unterhalb der Laterne von zwei Galerien umgebene Büsumer Leuchtturm; links daneben ein den Sockel des Leuchtturms mit dem Heck teilweise überdeckender, nach links fahrender blauer Büsumer Krabbenkutter ohne Segel und ohne Netze.“

### Städtepartnerschaften
- Kühlungsborn, Mecklenburg-Vorpommern
- Camaret-sur-Mer, Frankreich (seit 1966)

## Wirtschaft und Infrastruktur

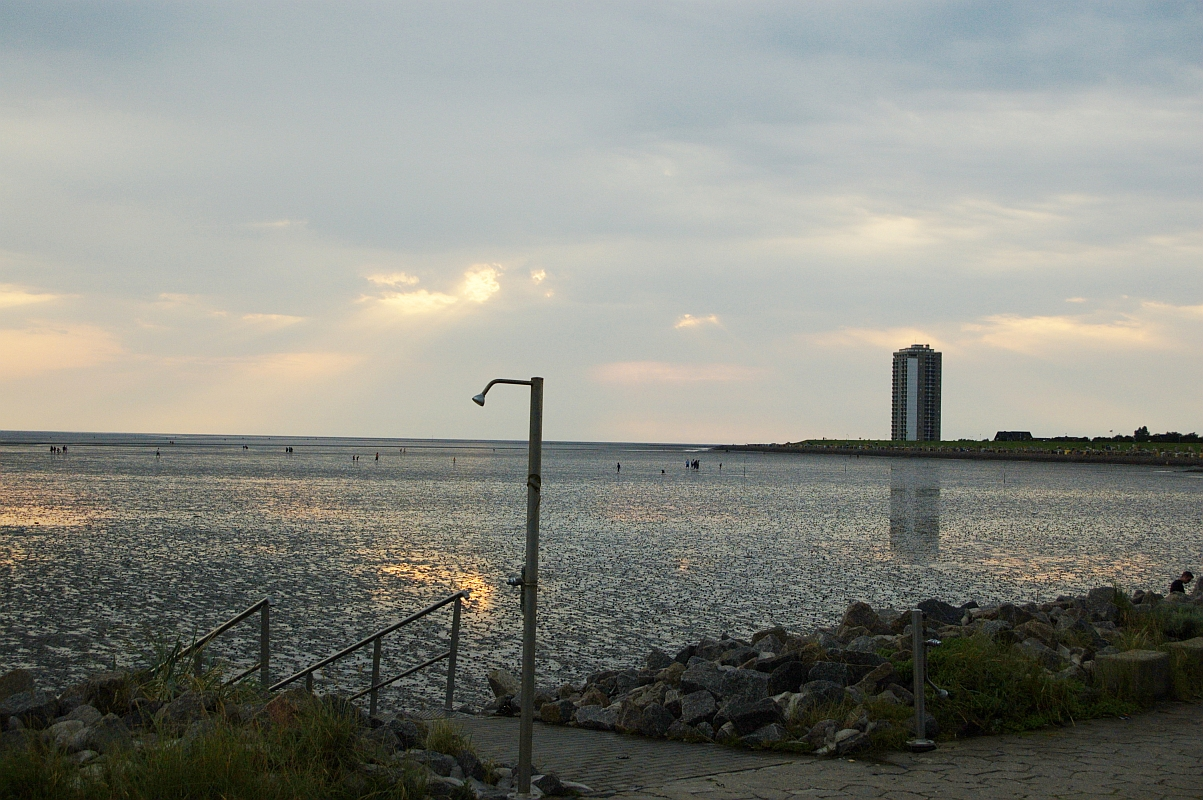
Büsumer Wattenmeer bei Niedrigwasser, im Hintergrund das Hochhaus

Die Gemeinde ist Seebad und das wichtigste Zentrum des Tourismus im Kreis Dithmarschen. Besucher eingerechnet, ist sie in den Sommermonaten der größte Ort des Kreises. Nach Sankt Peter-Ording, Westerland auf Sylt sowie den Ostseebädern Grömitz und Timmendorfer Strand steht Büsum an fünfter Stelle der Übernachtungszahlen in Schleswig-Holstein. Die Gäste kamen zu 99,5 % aus Deutschland; 480 kamen aus dem Ausland.
Für das Ortsbild prägend, wenn auch mit nachlassender wirtschaftlicher Bedeutung, ist die Krabbenfischerei. Diese entwickelte sich Ende des 19. Jahrhunderts in Büsum, als es möglich wurde, die leicht verderblichen Tiere zu kühlen und schnell ins Inland zu transportieren. Die Büsumer Fischereigesellschaft wurde 1898 gegründet. Dabei ist die Zahl der Büsumer Krabbenfischer gesunken: Waren zu den Hoch-Zeiten 1948 noch 136 Kutter registriert, sanken die Zahlen bis 1973 auf 75 Schiffe, 1998 waren es noch 34 und 2008 dann noch 20. Viele Boote, die im Hafen liegen, kommen mittlerweile aus Friedrichskoog oder den Niederlanden, wobei die Büsumer den Niederländern einen sehr laxen Umgang mit den europäischen Fischereirichtlinien vorwerfen. Die Erträge gehen nach einem Anstieg bis 2005 wieder zurück, so sank die Fangmenge an Krabben an der Schleswig-Holsteinischen Westküste 2007 auf 5,9 Millionen Tonnen gegenüber 7,1 Mio. Tonnen 2006 und 7,8 Mio. Tonnen 2005 und folgte damit einem langfristigen Rückgang.
Größte Abnehmer am Büsumer Hafen sind zwei ebenfalls niederländische Unternehmen: Heiploeg, das auch die ehemalige Büsumer Fischereigenossenschaft aufkaufte, und Klaas Puul. Die beiden Unternehmen beherrschen mittlerweile bis zu neunzig Prozent des Krabbenmarkts; in den letzten Jahren gab es deshalb immer wieder dramatische Preisänderungen. Kleinere Unternehmen sind Gustav Rentel und Krabben-Kock in Büsum sowie Stührk-Delikatessen in Marne. War das Krabbenpulen lange Zeit ein ertragreicher Nebenverdienst vor allem für Büsumer Hausfrauen, hat sich dieses Bild seit den 1960er Jahren gewandelt. Büsumer Krabben kommen entweder per Lkw (Unternehmen Klaas Puul) oder Schiff (Heiploeg) nach Marokko oder Osteuropa, werden dort gepult und dann wieder zurück auf den deutschen Markt gebracht. Nachdem die Anfangsprobleme überwunden waren, stehen mittlerweile aber auch schon zwei Krabbenpulmaschinen direkt in Büsum.
Zur Unterstützung insbesondere der Krabbenfischerei hatte die Landesregierung beschlossen, den Ausbau des Landeshafens zu fördern. Am 30. Januar 2012 erfolgte der erste Rammschlag zum Ausbau der Uferböschung des Hafenbeckens IV zu einer neuen Kaianlage für acht neue Kutter-Liegeplätze. Für die ca. 225 m lange Anlage, die Ausbaggerung des Hafenbeckens auf die erforderlichen 5,5 m Wassertiefe sowie weitere landseitige Anpassungen wurden 2012/2013 ca. 3,1 Millionen Euro investiert. Der Ausbau wurde mit Mitteln des Europäischen Fischereifonds (EEF) gefördert. Im Jahr 2011 betrug der Güterumschlag im Büsumer Hafen rund 140.000 Tonnen.

### Verkehr

#### Straße, Schiene und Luft
Der Ort ist über die Bundesautobahn 23 und anschließend die Bundesstraße 203, die hier endet, zu erreichen.
Büsum ist Endpunkt der Bahnstrecke Büsum–Heide–Neumünster. Die Regionalzüge der Nordbahn Eisenbahngesellschaft mbH & Co. KG (NBE) verkehren tagsüber im Stundentakt auf der Strecke von Büsum nach Heide und im Zweistundentakt weiter nach Neumünster. Außerdem verkehren Regionalbus-Linien zwischen Büsum und Heide, die in den nachfrageschwächeren Zeiten als Anruflinientaxi angeboten werden. Bei den Bahnen und Regionalbussen gilt der Schleswig-Holstein-Tarif, bei den Anruflinientaxis zuzüglich eines Komfortzuschlags.
Einen klassischen innerörtlichen ÖPNV gibt es in Büsum nicht. Stattdessen verkehrt (mit Ausnahme der Wintermonate) auf drei Linien eine touristische Kleinbahn „Krabben-Express“, die typischerweise als gummibereifte Wegebahn operiert und den Ort mit den Stränden, Hafen, Familienlagune, Helgolandkai und dem Nachbarort Büsumer Deichhausen verbindet.
Der Radverkehr spielt in Büsum eine bedeutende Rolle für Einheimische, Servicekräfte und insbesondere für die Urlaubsgäste, sowohl für deren Ausflugsaktivitäten wie auch deren Nahmobilität. Der Radverkehr wird im Ort weitgehend im Mischverkehr mit Kraftfahrzeugen (teilweise auf Schutzstreifen), aber auch mit Fußgängern geführt. Außerorts sind teilweise straßenbegleitende Radwege vorhanden. Büsum hat beim Fahrradklimatest des ADFC 2020 erstmals die für eine Ergebnisveröffentlichung erforderliche Mindestanzahl an Bewertungsteilnahmen erhalten und dabei eine Gesamtbewertung von 3,6 (nach Schulnotenprinzip) seiner Fahrradfreundlichkeit erzielt. Per Fahrrad ist Büsum unter anderem über die europäische EuroVelo-Route Nordseeküsten-Radweg (führt unter anderem über Hamburg und Bremen) zu erreichen.
In der Nachbargemeinde Oesterdeichstrich liegt der Flugplatz Heide-Büsum.

#### Schifffahrt
Büsum besitzt nach Brunsbüttel den größten Hafen an der schleswig-holsteinischen Nordseeküste. Durch den Gezeitenstrom Piep (Norderpiep in Richtung Eider und Nordfriesland, Süderpiep gen Helgoland und Elbmündung) ist die Fahrt durch das Wattenmeer in die offene Nordsee möglich. Bei normalem Wetter können auch bei Niedrigwasser Schiffe bis zwei Meter Tiefgang anlegen.
Der Hafen wird durch ein Sperrwerk geschützt, das bei höheren Flutwasserständen und Sturmflut geschlossen wird. Die 22 Meter breite Zufahrt hinter dem Vorhafen kann von drei Schleusentorpaaren verschlossen werden, sodass noch Schleusungen bei Flut erfolgen können. Die Steuerung wird vom markanten Turm auf der Ostseite aus vorgenommen. 2008 waren alle sechs Tore nach 35 Jahre Betriebszeit grundlegend überholt worden. Bei 12 Meter Breite und 16 Meter Höhe wiegt jedes dieser Tore 90 Tonnen.
Hier liegen vor allem Ausflugsschiffe, die unter anderem nach Helgoland fahren, und Krabbenkutter. Das Büsumer Fischereikennzeichen ist „SC“, im Hafen liegen aber nicht nur Büsumer Kutter, sondern je nach Fanglage auch solche aus Friedrichskoog und zunehmend auch größere Fahrzeuge aus den Niederlanden. So befanden sich im Juni 2008 beispielsweise zusätzlich zu den 25 Büsumer Kuttern noch je 50 aus dem übrigen Deutschland und 50 Kutter aus den Niederlanden im Hafen. 2014 fuhren von Büsum aus rund 35 bis 40 Fischkutter.
Die Helgoland-Schiffe fahren in den Sommermonaten. Der Yachthafen bietet etwa 100 Liegeplätze; 80 davon sind im Normalfall durch Mitglieder des Büsumer Seglervereins belegt, der auch die Verwaltung des Anlegeanlage vornimmt. Im Hafen sind auch das Schiff Schleswig-Holstein des deutschen Zolls sowie mehrere Tonnenleger des Wasserstraßen- und Schifffahrtsamts des Bundes in Tönning beheimatet.
Im Jahr 2018 wurden im Büsumer Hafen mehr als 173.000 Tonnen umgeschlagen. In der Personenschifffahrt wurden von Büsum aus 156.000 Passagiere auf Rundfahrten und nach Helgoland befördert. Der Büsumer Hafen ist Mitglied der Hafen-Kooperation Offshore-Häfen Nordsee SH.

#### Rettungsstation der DGzRS
Seit 1868 besitzt die Deutsche Gesellschaft zur Rettung Schiffbrüchiger (DGzRS) eine Rettungsstation in Büsum. Die Gesellschaft sorgte für eine regelmäßige Erneuerung der Ruder- und Segelrettungsboote der Station. Ab 1938 setzte sie von Büsum aus auch Motorrettungsboote ein. Die lange in Büsum stationierte RICKMER BOCK liegt heute als fahrfähiges Museumsschiff im Hafen. Für die Seenotrettung auf der Nordsee und im Wattenmeer hat die DGzRS seit 1984 einen Seenotrettungskreuzer stationiert. Als Besonderheit liegt der Kreuzer bei Sturmflut auf Reede vor dem Hafen, weil in diesem Fall das Sperrwerk geschlossen ist und trotzdem die Einsatzbereitschaft gesichert werden soll.

### Fotogalerie

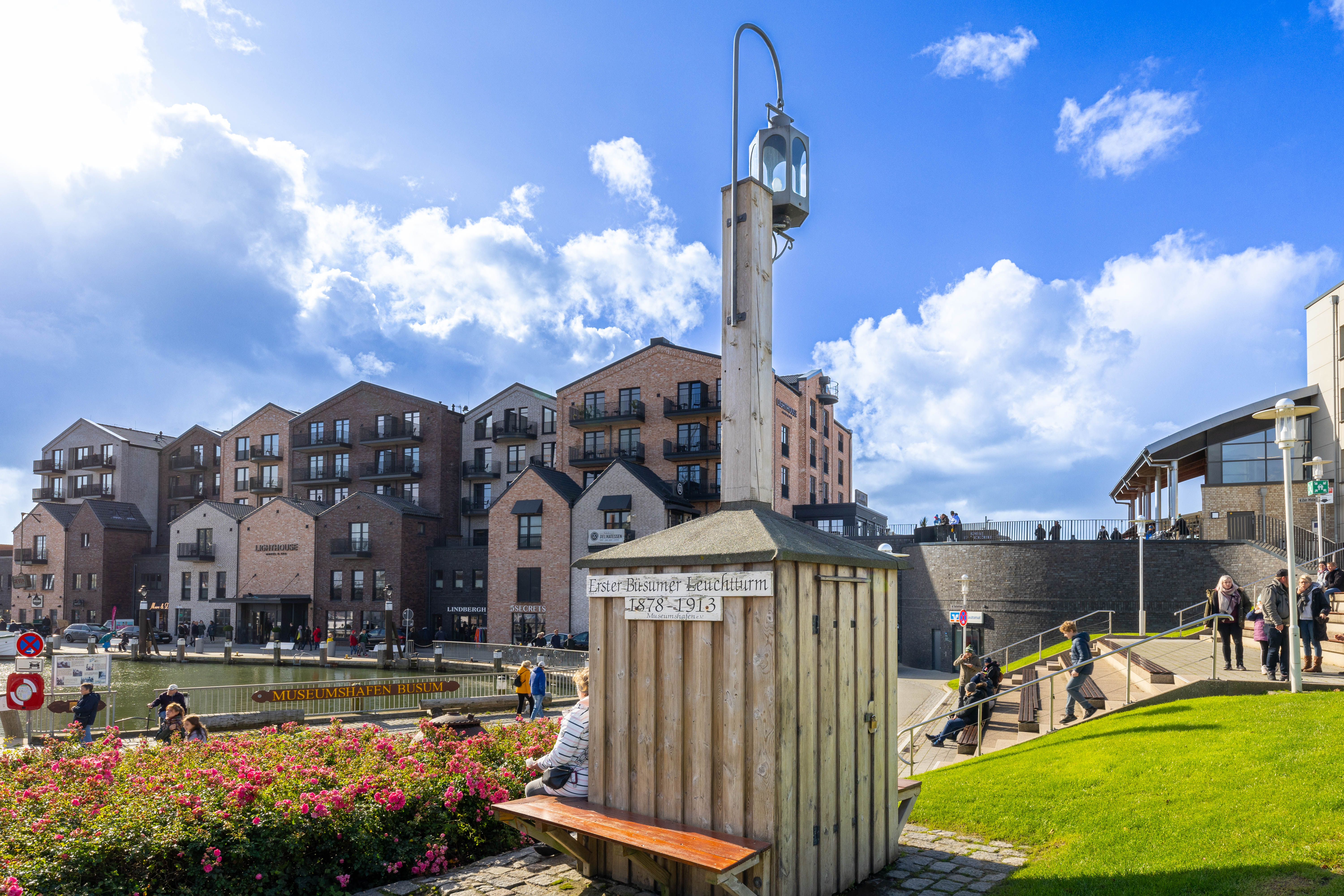
Erster Leuchtturm (1878–1913)

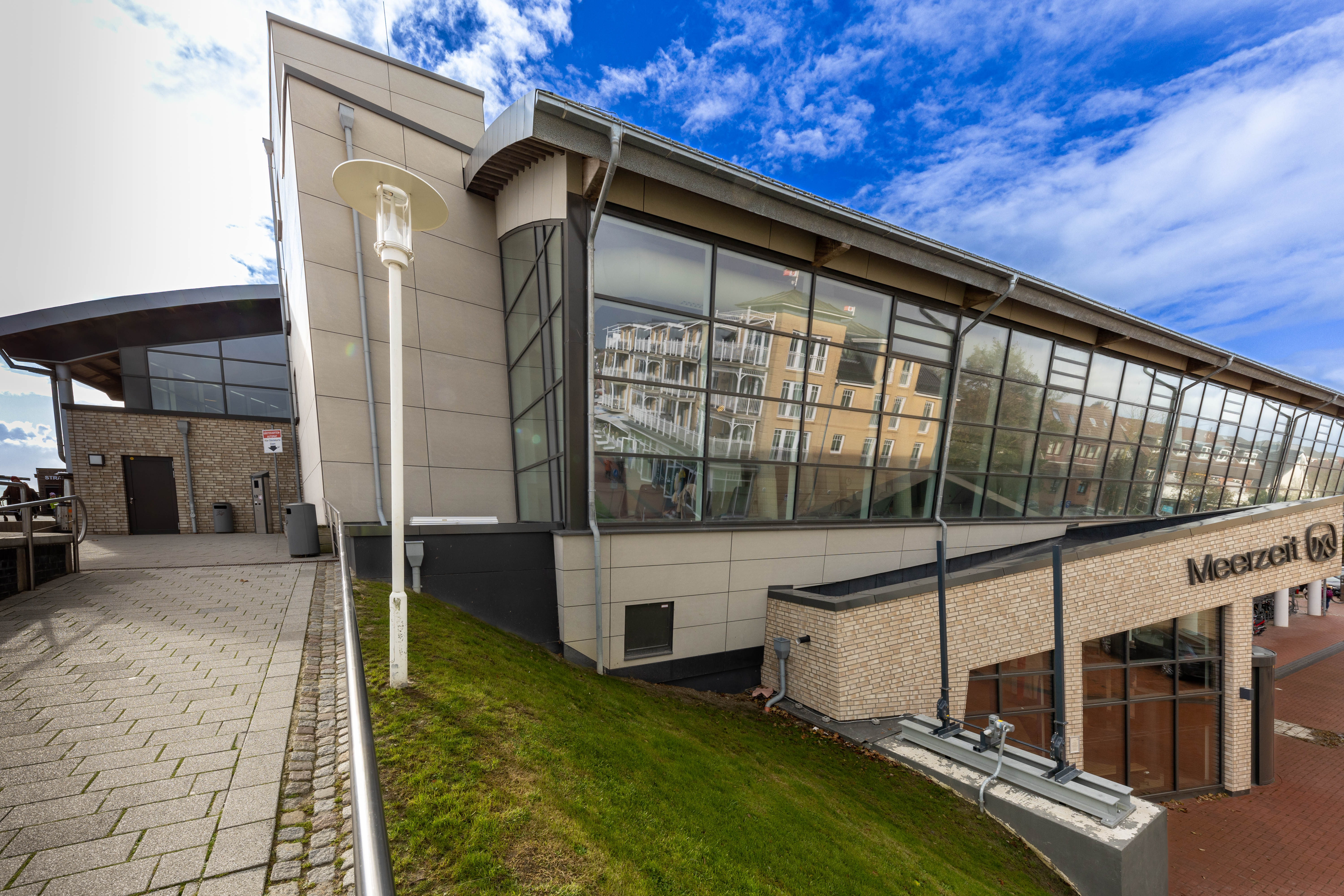
2023 neu eröffnetes Meerwasser Hallenschwimmbad

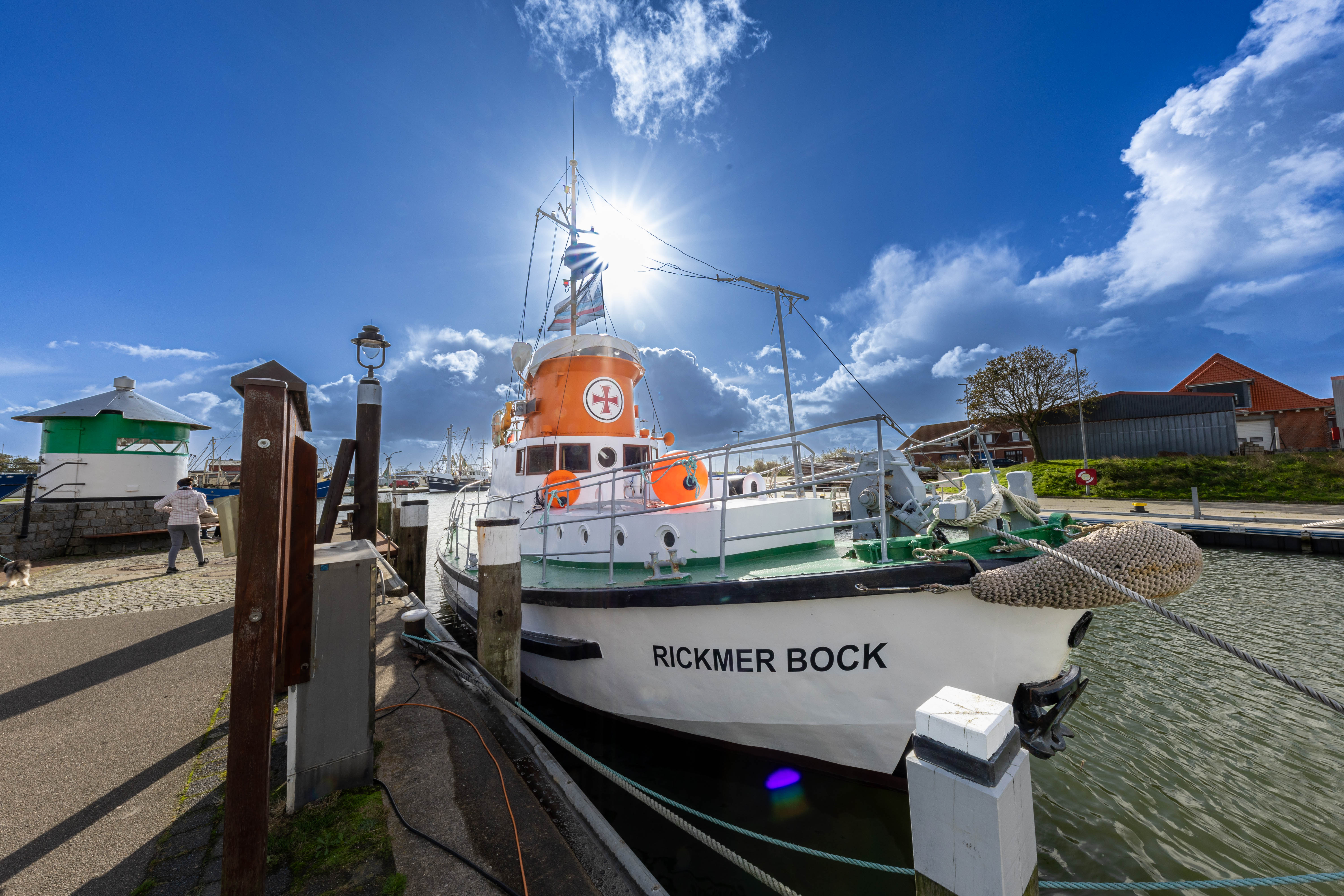
(Museums-)Rettungsschiff Rickmer Bock im Museumshafen

Panorama Blick auf das Zentrum (Alleestrasse)

Büsumer Hafenansichten
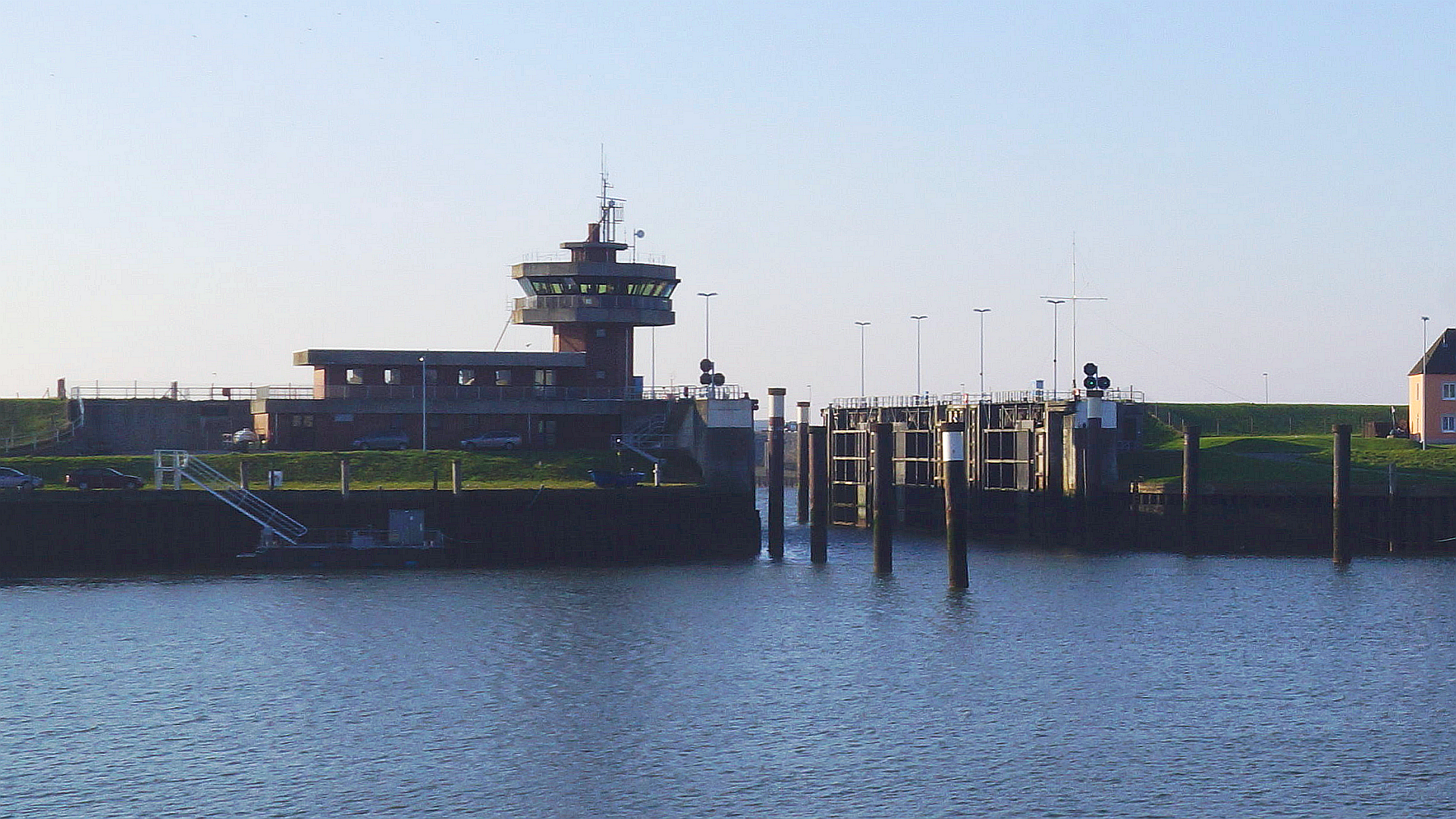
Das Sperrwerk (erbaut bis 1981) am Hafen von Büsum (Foto 2018)
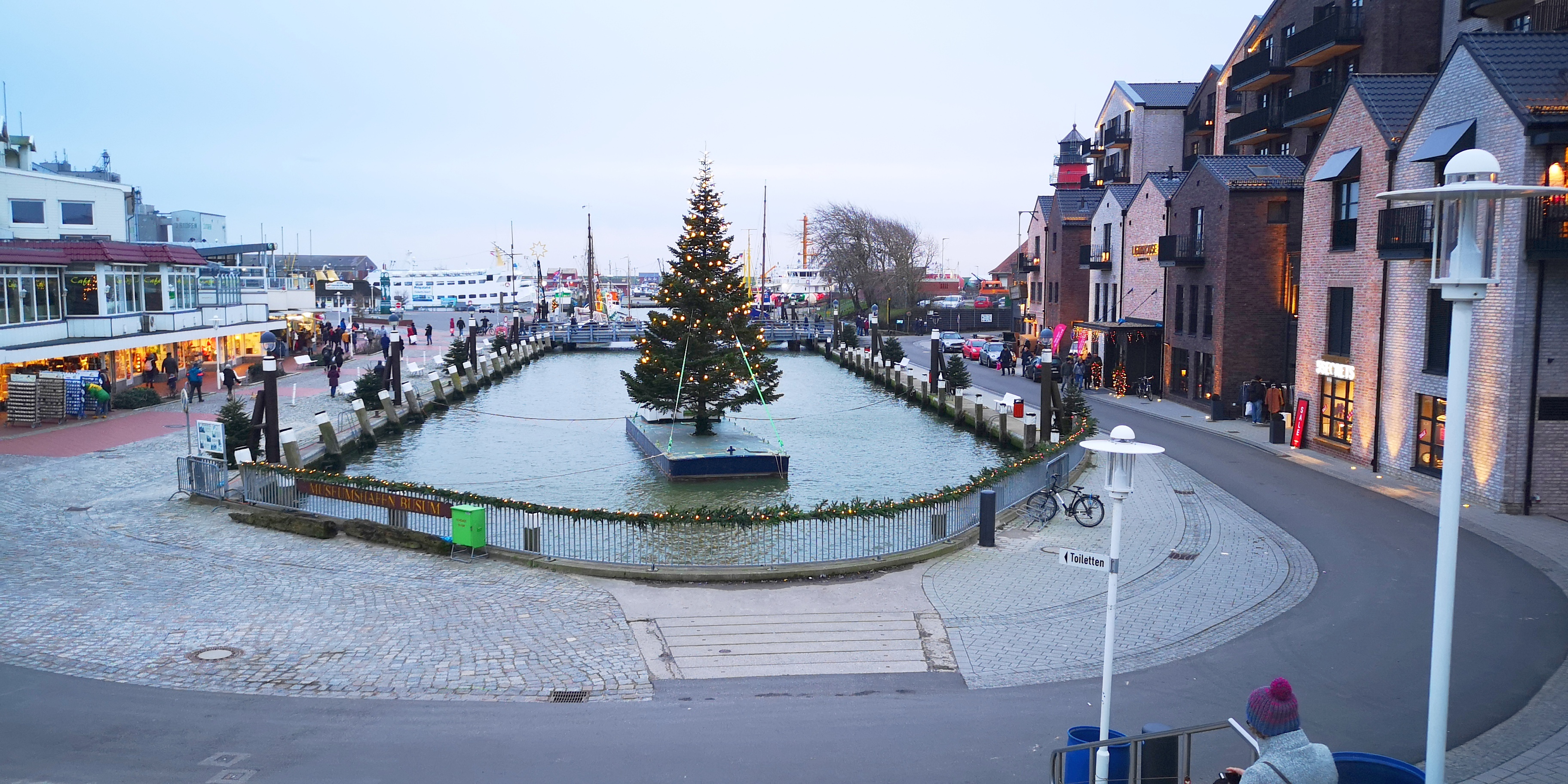
Museumshafen nach Hotelneubau (rechts) im Dezember 2019
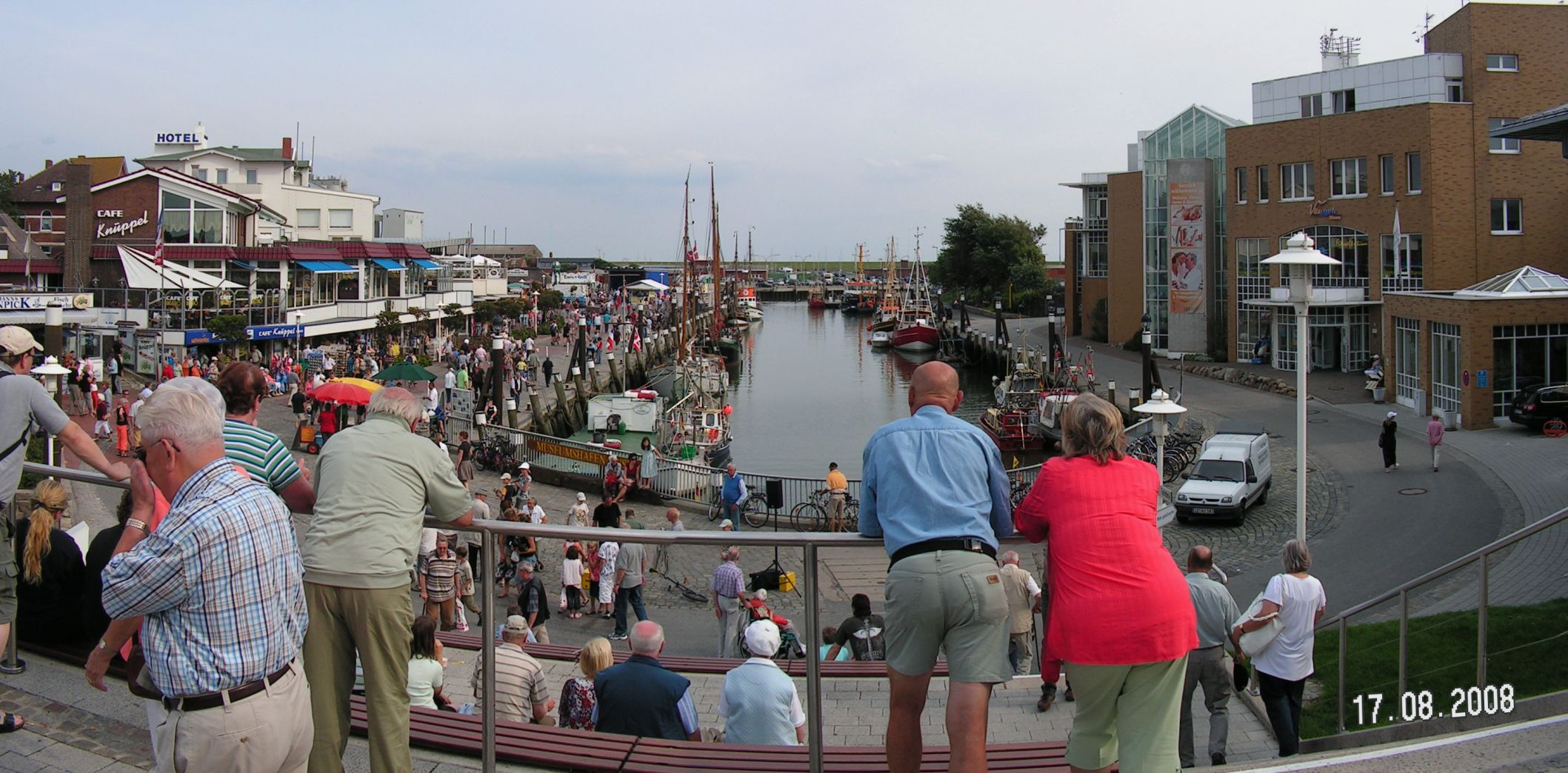
Museumshafen (Aufnahme von 2008)
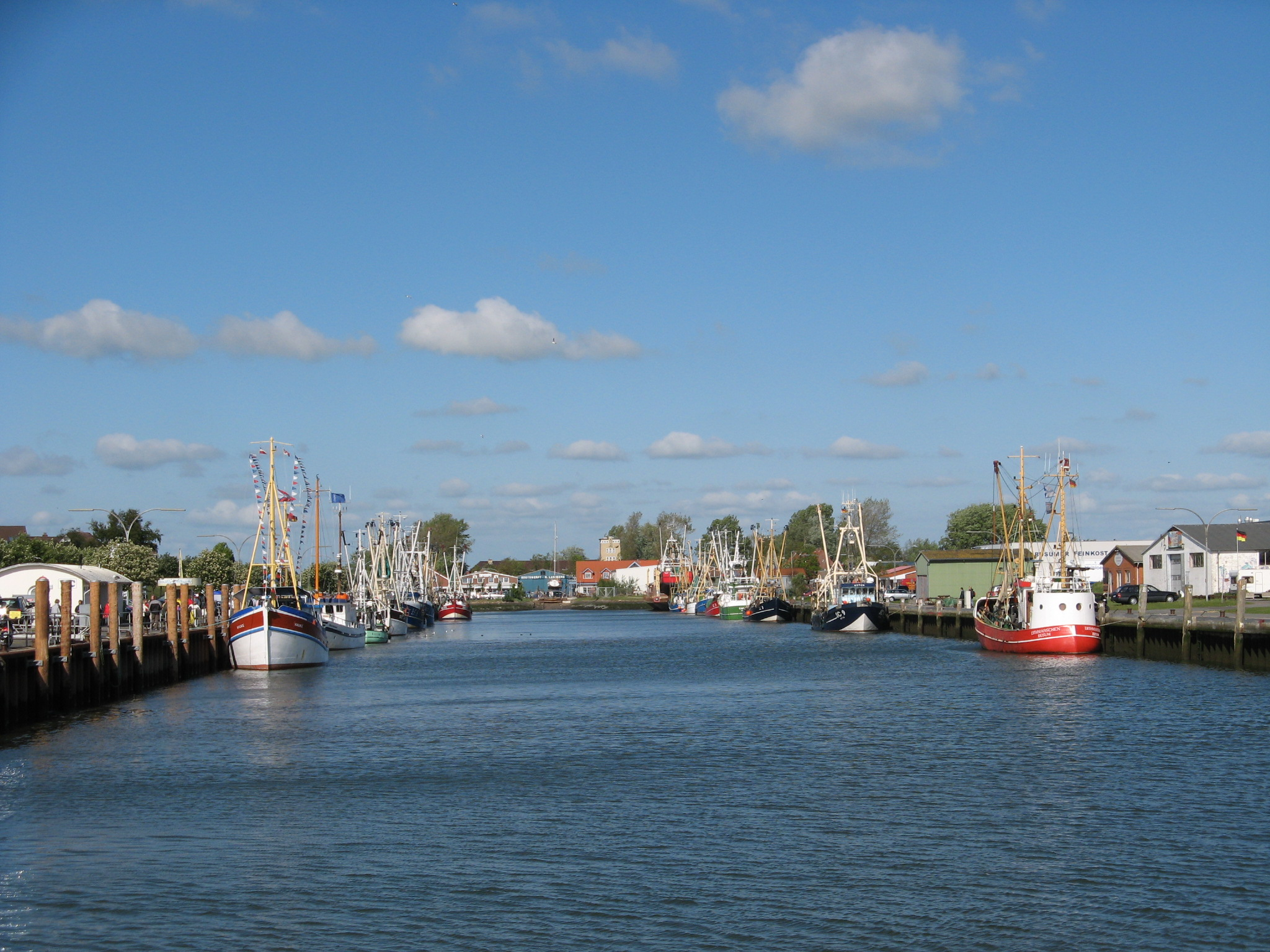
Blick in den Fischereihafen
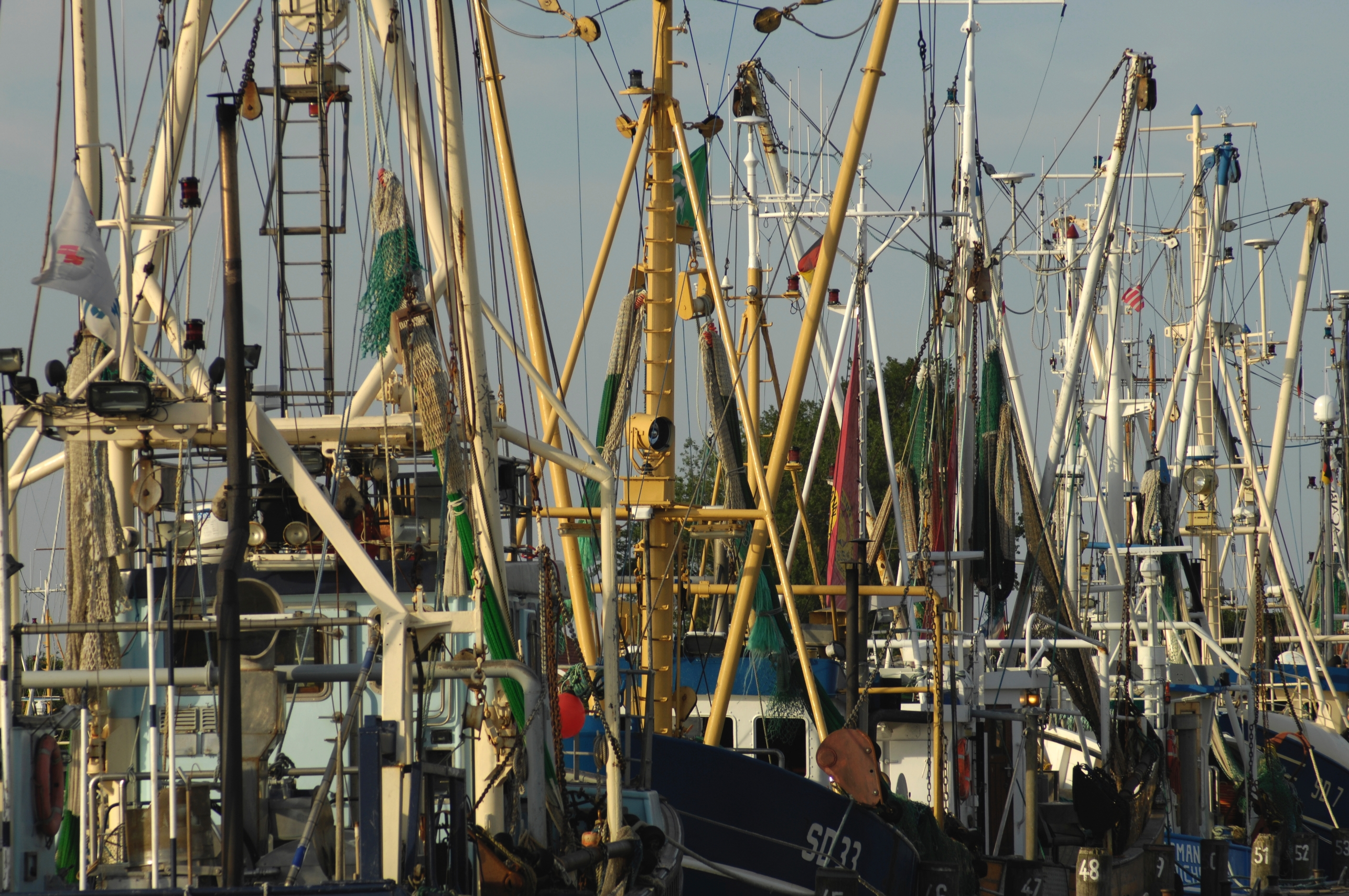
Im Fischereihafen
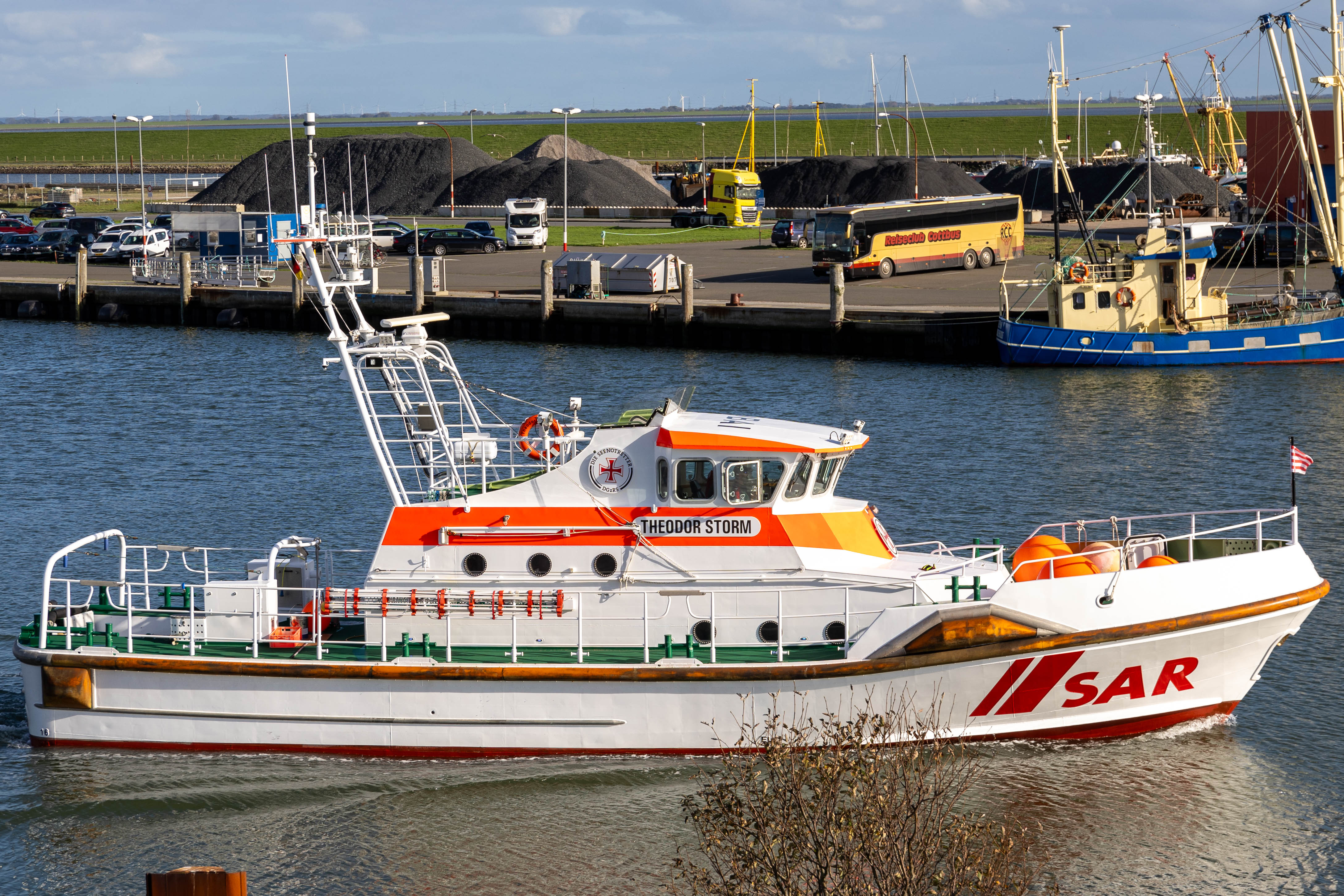
Seenotrettungskreuzer Theodor Storm
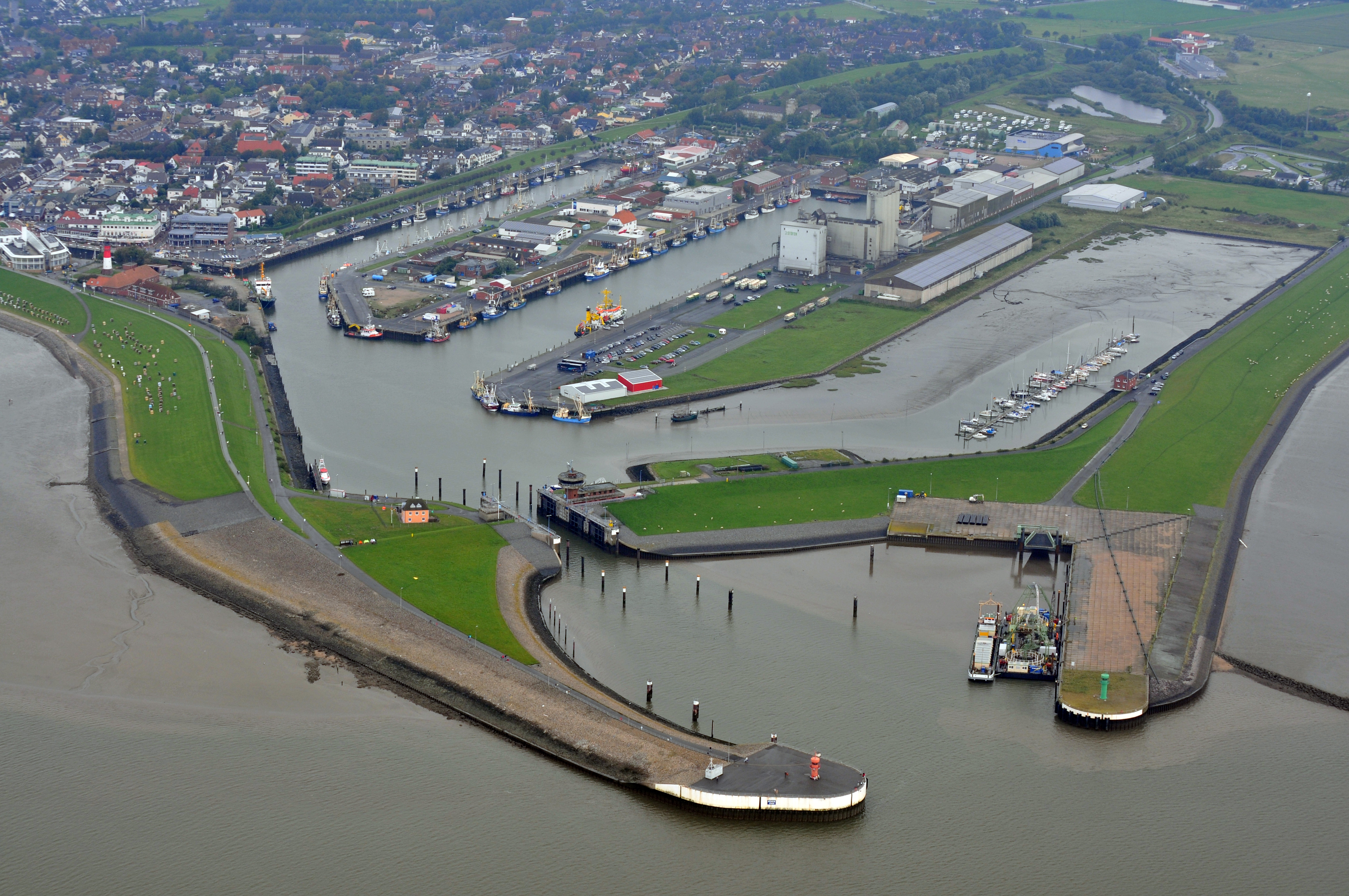
Hafen Büsum
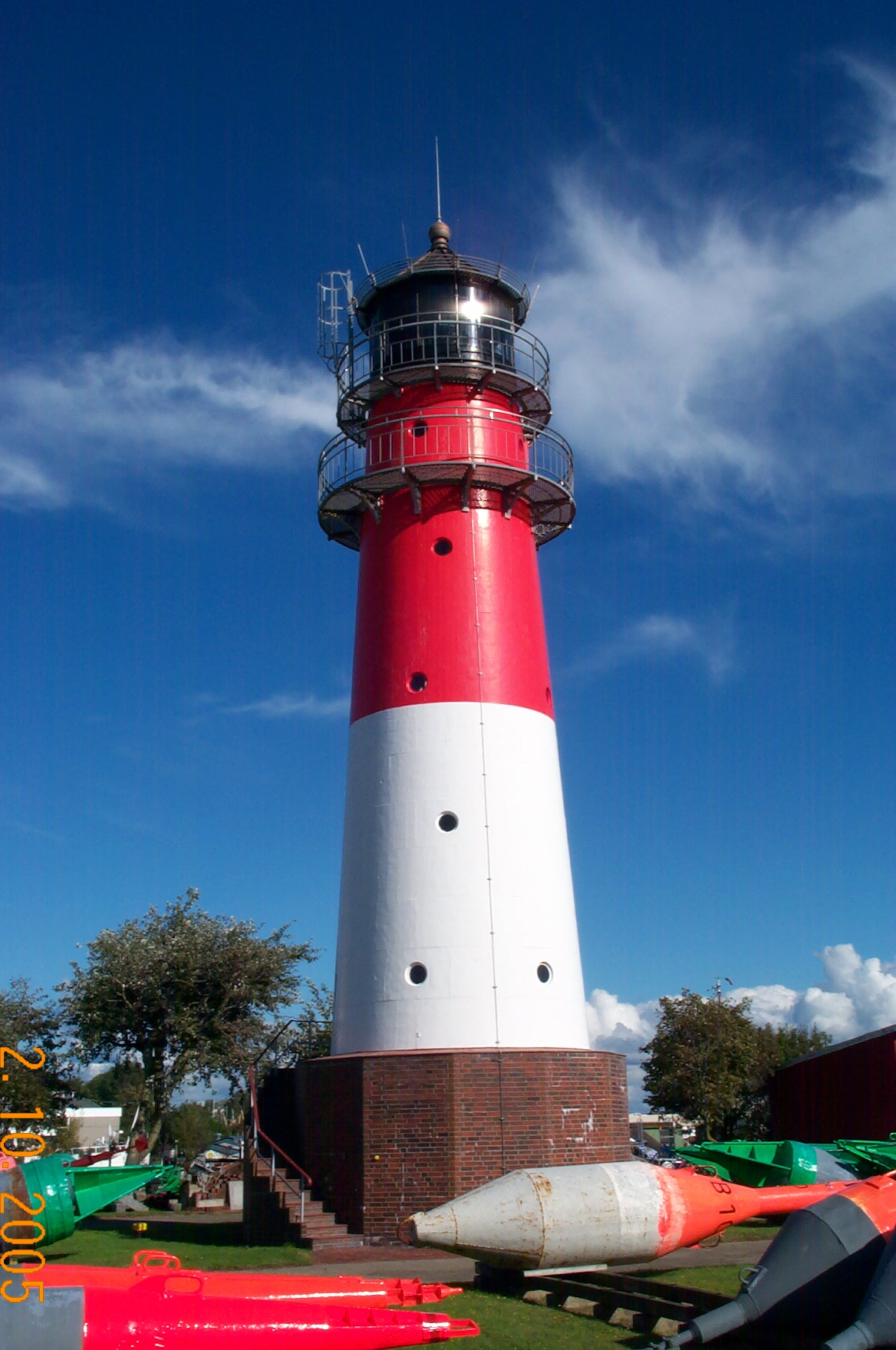
Leuchtturm Büsum von 1912/1913

## Öffentliche Einrichtungen
Seit der Kommunalwahl 2008 haben sich Amt Kirchspielslandgemeinde Büsum, Stadt Wesselburen und Amt Kirchspielslandgemeinde Wesselburen zum neuen Amt Büsum-Wesselburen zusammengeschlossen, die Verwaltung teilt sich zwischen beiden Orten auf.
Büsum geht einen innovativen Weg, um zu verhindern, dass die Praxen von niedergelassenen Ärzten aus Altersgründen aufgegeben werden und Einwohner sowie Gäste nicht mehr am Ort behandelt werden können: Man vergrößert das Ärztehaus und ein Tochterunternehmen der Gemeindeverwaltung stellt Ärzte (auch mit Teilzeitverträgen) ein.

### Schulen und Bildung
- Schule am Meer (Europaschule, Nationalpark-Schule[32], Fairtrade-Schule), Otto-Johannsen-Straße, Gymnasium und Grund- und Gemeinschaftsschule (578 Schüler in 28 Klassen.[33])
- Volkshochschule Büsum, Seeschwalbenweg
- Schutzstation-Wattenmeer, Büsum Fischereihafen 5
- Nationalpark-Station (Familienlagune/Perlebucht[34])

### Kirchen

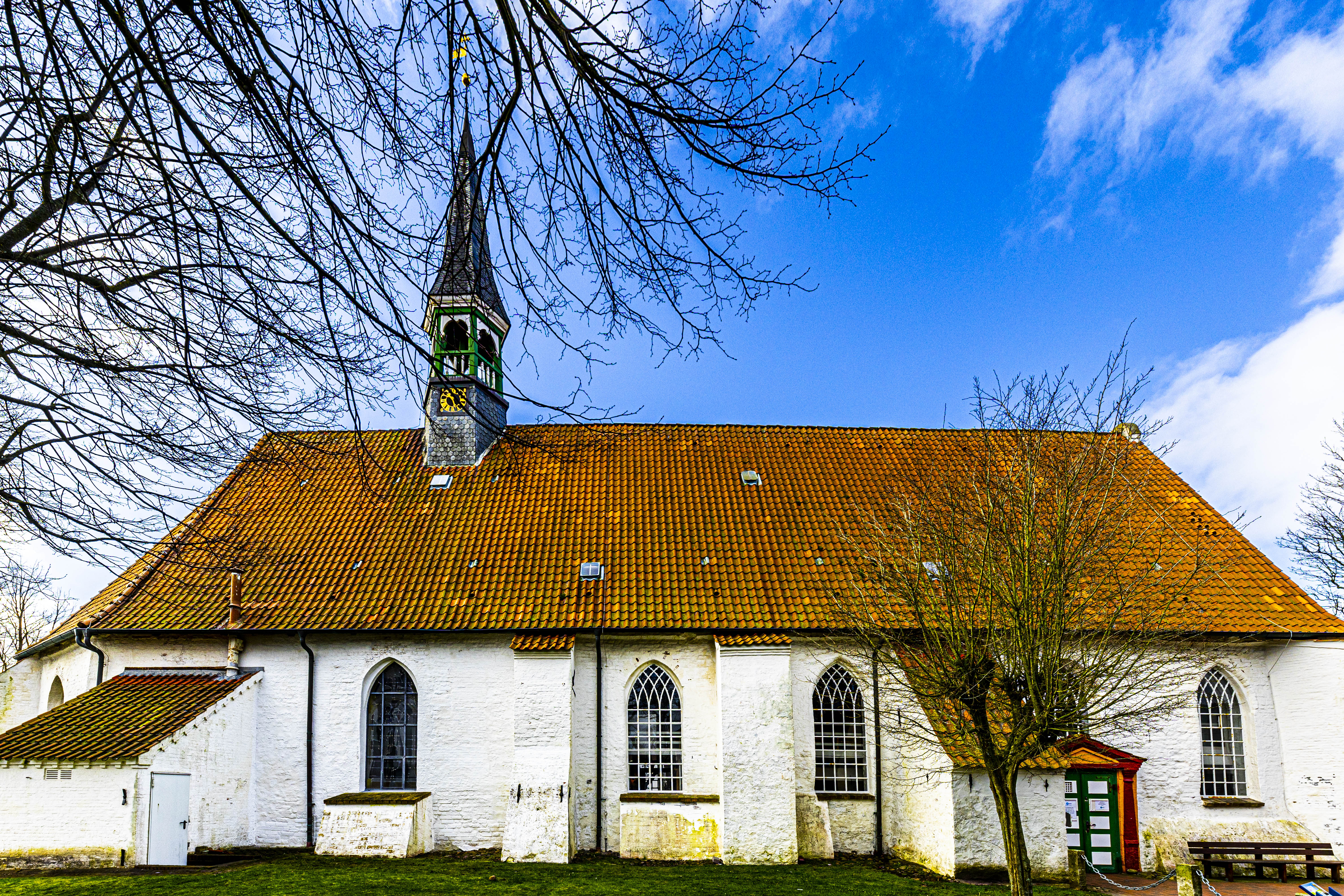
St.-Clemens-Kirche

- Ev.-luth. St. Clemens, Kirchenstraße
- Röm.-kath. Filialkirche St. Andreas, An der Mühle
- Neuapostolische Kirche Büsum, Swatten Weg

## Kultur und Sehenswürdigkeiten

### Essen und Trinken

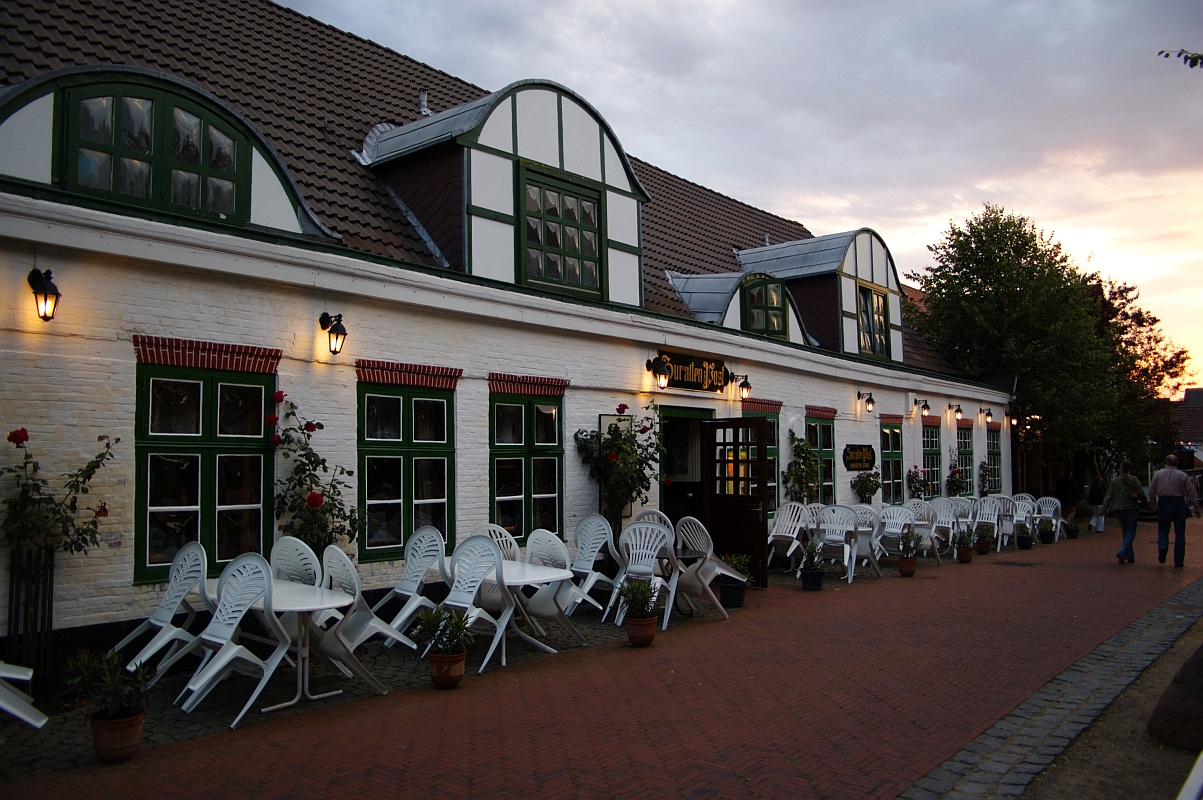
Restaurant Zur alten Post

Im Hotel Zur Post, dem wichtigsten Hotel der Büsumer Frühzeit, soll der Eiergrog erfunden worden sein. Kulinarisch wird die Büsumer Küche aber durch den Fischereihafen geprägt, so dass hier besonders Fisch- und Krabbengerichte verbreitet sind. Büsumer Krabben sind weit über Büsum hinaus bekannt, eine Scholle Büsumer Art ist eine mit Granat belegte Scholle.

### Sehenswürdigkeiten
Westlich der Alleestraße befindet sich das denkmalgeschützte Rathaus von Büsum, das in den Jahren 1914 und 1915 nach Plänen von Carl Mannhardt im neobarocken Stil entstand. Hinter dem Rathaus befindet sich die evangelisch-lutherische St.-Clemens-Kirche aus dem 15. Jahrhundert mit einer reichhaltigen Ausstattung. Das höchste und daher weithin sichtbare und auch markante, aber bis heute umstrittene Gebäude ist das Hochhaus Büsum, das alle anderen Bauwerke im Ort, wie auch den Leuchtturm Büsum, um ein Mehrfaches überragt. Das eigentliche Ortsbild prägen Apartmenthäuser aus der zweiten Hälfte des 20. Jahrhunderts, meist mit ein oder zwei Stockwerken.
Die Gemeinde betreibt mehrere Museen und organisiert zahlreiche Ausstellungen. Neben dem künstlich aufgespülten Strand hat Büsum ein neu gebautes Meerwasserwellenbad Piratenmeer, den Museumshafen Büsum und das Museum am Meer, das sich vor allem dem Meer und seiner Nutzung durch den Menschen widmet. Im Jahr 2006 wurde am Hafen die Sturmflutenwelt „Blanker Hans“ erbaut. Diese kostete 7,5 Mio. Euro und erzählte unter anderem die Geschichte der Sturmflut 1962. Sie ist allerdings seit November 2015 aus finanziellen Gründen geschlossen. Seit Juni 2017 wird in diesem Gebäude ein Science Center betrieben.
Seit einigen Jahren ist ein Teil des Hafenbeckens 1 als Museumshafen Büsum ausgewiesen. Wichtigstes Ausstellungsstück ist das Motorrettungsboot Rickmer Bock, das von 1961 bis 1981 für die DGzRS in Büsum stationiert war. Seit Anfang 2008 findet sich dort auch der ehemalige Fischkutter Fahrewohl. Das 1912 in Wewelsfleth für den Büsumer Schiffer G.G. Johannsen gebaute Schiff ist der älteste noch fahrfähige Büsumer Krabbenkutter. Der Kutter befand sich von 1912 bis 1921 in Büsum, wo er 1915 den ersten Motor bekam. Dann kam er nach Kaiser-Wilhelm-Koog, wo er noch im selben Jahr bei schwerem Sturm auf den Deich lief, beim selben Sturm wurde fast die gesamte Flotte des Eigners zerstört. 1923 kam das Schiff nach Cuxhaven, 1929 wieder nach Dithmarschen mit dem Heimathafen Friedrichskoog, wo es bis 1976 Dienst als Fischkutter leistete. Danach gehörte es mehreren Eigentümern, darunter dem Direktor des Museums für Hamburgische Geschichte, bevor es der Museumshafenverein Büsum Ende 2007 erwarb.
In Büsum befinden sich zwei Leuchtfeuer. Der rot-weiße Leuchtturm wurde als Orientierungsfeuer in den Jahren 1912/1913 gebaut, ist 22 Meter hoch und hat eine Nenntragweite von 17/12 Seemeilen. Das Molenfeuer besteht aus zwei je zehn Meter hohen Türmen in Grün und Rot. Sie haben eine Nenntragweite von vier Seemeilen. Seit 2007 gibt es eine Nachbildung des ersten Leuchtfeuers aus dem 19. Jahrhundert am Museumshafen.

### Sport und Freizeit
In Büsum gibt es Badestrände mit und ohne Hundeverbot. Im Ortsteil Stinteck der Nachbargemeinde Westerdeichstrich ist Nacktbaden (Fkk-Strand) ausdrücklich erlaubt. Am Büsumer Hauptstrand gibt es das Erlebnisbad Meerzeit mit Wellenbecken und Spa, sowie das Strandbad Perlebucht. Im Ort gibt es unter anderem auch eine Outdoor-Kartbahn, ein Nordic-Walking-Parcours, ein Museum und mehrere Campingplätze.
Während der Sommermonate bieten der Tourismusservice und unabhängige Veranstalter ein breites Programm mit Wattwanderungen, Gymnastik und Radtouren. Eine Büsumer Besonderheit ist dabei das Wattenlaufen mit Musik, bei der die Kurkapelle die Wattwanderer begleitet. Der Brauch geht auf das Jahr 1900 zurück, maßgeblich gefördert wurde es vom Hamburger Kurgast Rehder, der bei den ersten Wanderungen auch noch als Wattenpräsident mitlief.
Der Kreis Dithmarschen und die nahe gelegene Halbinsel Eiderstedt bieten zahlreiche weitere Freizeitmöglichkeiten.

## Persönlichkeiten
- Andreas Brus († 1532), Vikar in Büsum, Rompilger, Lieddichter
- Theodor Heinrich Behrens (1842–1905), Chemiker
- Martin Bahr (1889–1967), Wasserbauingenieur, Ehrenbürger der Gemeinde
- Bernd Dörfel (* 1944), ehemaliger Fußball-Nationalspieler, geboren in Büsum
- Bernd Epler (* 1949), ehemaliger Mittelstreckenläufer